# Hans Rookmaaker

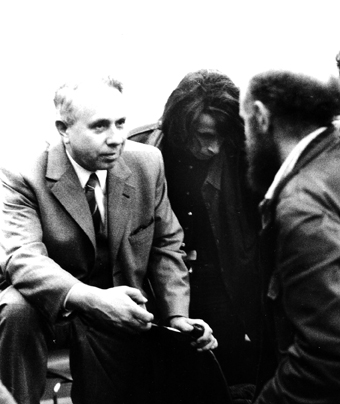
Hans Rookmaaker in discussie met studenten

Henderik Roelof (Hans) Rookmaaker (Den Haag, 27 februari 1922 – Ommeren, 13 maart 1977) was een Nederlands kunsthistoricus en filosoof. Hij was de eerste hoogleraar kunstgeschiedenis aan de Vrije Universiteit te Amsterdam. Rookmaaker publiceerde over kunst, muziek en filosofie, waarbij zijn belangstelling in het bijzonder uitging naar de invloed van levensbeschouwing op kunst en cultuur.
Rookmaakers belangrijkste werk is Modern Art and the death of a culture dat in 1970 verscheen. Hierin analyseerde hij de moderne kunst vanuit zijn gereformeerde levensovertuiging. In het boek probeerde hij zowel de onverschilligheid van orthodoxe christenen tegenover moderne kunst als de tegenstand van moderne kunstenaars tegen traditionele christelijke opvattingen te doorbreken.

## Levensloop

### Jeugd
Hans Rookmaaker werd geboren in Den Haag als jongste kind in een niet-christelijke familie van kolonialen met etnisch bloed (zijn grootmoeder was half-Indonesisch). Hij groeide op in Indonesië. In zijn tienerjaren legde hij een uitgebreide verzameling aan van zwarte muziek. Hij ging bij de marine om scheepsbouw te kunnen studeren aan de Technische Hogeschool Delft. Hij verloofde zich met de Joodse Sophia Henriëtte (Riki) Spetter.

### Bekering tot het christendom
Rookmaaker kwam als marineofficier terecht in het krijgsgevangenkamp Stanislau, dat nu in Oekraïne ligt. Later werd hij overgebracht naar Neubrandenburg in Duitsland. In Stanislau ontmoette hij de christelijke filosoof J.P.A. Mekkes, die een blijvende invloed op zijn leven zou hebben. Hij keerde als christen terug uit krijgsgevangenschap. Zijn verloofde bleek op 30 september 1942 in het concentratiekamp Auschwitz te zijn gestorven.
Rookmaaker verzette de bakens en ging kunstgeschiedenis studeren. In 1948 ontmoette hij via zijn aanstaande vrouw Anky Huitker de Amerikaanse christelijke filosoof en theoloog Francis Schaeffer. Dit was het begin van een levenslange vriendschap en ideeënuitwisseling. Rookmaaker beïnvloedde in belangrijke mate Schaeffers ideeën over kunst en cultuur en liet hem ook kennismaken met de reformatorische wijsbegeerte. Rookmaaker werd lid van Schaeffers organisatie L'Abri in Zwitserland en gaf geregeld lezingen in het bezinningscentrum in het dorpje Huémoz. Samen met zijn vrouw Anky stichtte hij een Nederlandse vestiging daarvan. In 1971 werd een L’Abri leefgemeenschap geopend in Eck en Wiel.

### Loopbaan
Na zijn bekering tot het christendom stond Rookmaaker in de gereformeerde traditie van Calvijn, Kuyper en Dooyeweerd. Centraal staat hier de opvatting dat het hele leven schepping van God is. Neutraal denken is onmogelijk; ook seculier denken is religieus gekleurd. Rookmaaker paste deze uitgangspunten toe op de wereld van kunst en cultuur. Hij wijdde zijn proefschrift, waarop hij in 1959 aan de Universiteit van Amsterdam promoveerde, aan de ideeën van Paul Gauguin en hoe deze diens schilderijen beïnvloed hadden.
In de jaren voor en na zijn promotie schreef Rookmaaker als kunstrecensent in het gereformeerde dagblad Trouw. Hij redigeerde een twaalfdelige serie grammofoonplaten met zwarte muziek en schreef het boek Jazz, blues and spirituals, waarmee hij teruggreep op de muziek van zijn jeugd. In Kunst en amusement werkte Hans Rookmaaker zijn kunstbeschouwing uit voor een breder publiek. Ook publiceerde hij over kunst en cultuur in Nederlandse Gedachten, het tijdschrift van de ARP.
Medio jaren ’60 werd Rookmaaker gevraagd om een faculteit kunstgeschiedenis aan de Vrije Universiteit te Amsterdam te starten. In 1965 hield hij zijn inaugurele rede over De kunstenaar een profeet?. Vanwege zijn internationale contacten trok hij veel buitenlandse studenten aan, iets wat in die tijd ongebruikelijk was voor de Vrije Universiteit.
Rookmaaker hield zich steeds meer bezig met het motiveren van christenen om de hedendaagse kunst serieus te nemen en een eigen bijdrage te leveren aan de moderne cultuur. Vanaf 1964 was hij betrokken bij de oprichting van het Christelijk Cultureel Studiecentrum, wat resulteerde in de oprichting van de Christelijke Academie voor Beeldende Kunsten te Kampen. Hans Rookmaaker stierf plotseling op 55-jarige leeftijd op een zondag in maart 1977. Rookmaakers rol als een belangrijke inspirator voor de deelname van Amerikaanse evangelicals aan de moderne kunst wordt in toenemende mate onderkend.

## Voornaamste publicaties
- Synthetist art theories: Genesis and nature of the ideas on art of Gauguin and his circle (Amsterdam: Swets & Zeitlinger, 1959; herdruk: Gauguin and 19th century art theory, 1972)
- Jazz, blues, spirituals (Wageningen: Zomer & Keuning, z.j. [=1960])
- Kunst en amusement (Kampen: Kok, 1962)
- De kunstenaar een profeet? (z.pl., z.j. [=1965]; inaugurele rede)
- Modern Art and the Death of Culture (1970)
- Art Needs No Justification in (1978) en
- The Creative Gift: Essays on Art and the Christian Life (1981).
- Hengelaar-Rookmaaker, Marleen (red.), The Complete Works of Hans Rookmaaker (Carlisle: Piquant, 2001-3; 6 delen), ISBN 1-903689-04-X; ook beschikbaar als cd-rom.